# Гіоргі Квернадзе
Гіоргі Квернадзе (груз. გიორგი კვერნაძე, нар. 7 лютого 2004, Самтредія) — грузинський футболіст, нападник і півзахисник італійського клубу «Фрозіноне» та молодіжної збірної Грузії. Виступав також за клуби «Сабуртало» та «Динамо» (Батумі). Володар Кубка Грузії.

## Клубна кар'єра
Гіоргі Квернадзе народився 2004 року в місті Самтредія, та є вихованцем футбольної школи клубу «Сабуртало». Професійну футбольну кар'єру розпочав 2021 року в основній команді того ж клубу, в якій того року зіграв 8 матчів чемпіонату, та став у складі команди володарем Кубка Грузії. 
У 2022 році керівництво клубу віддало Квернадзе в оренду до клубу «Телаві», в якому футболіст грав до кінця 2022 року, та був основним гравцем атакувальної ланки команди. 
У 2023 році Гіоргі Квернадзе став гравцем клубу «Колхеті» (Поті) на умовах постійного контракту, проте керівництво клубу відразу віддало футболіста в оренду до клубу «Динамо» (Батумі). 
У другій половині 2023 року Квернадзе перейшов до італійського клубу «Фрозіноне». Станом на 20 листопада 2024 року відіграв за клуб 16 матчів у чемпіонаті.

## Виступи за збірні
У 2020 році Гіоргі Квернадзе дебютував у складі юнацької збірної Грузії (U-17), загалом на юнацькому рівні взяв участь у 14 іграх, відзначившись одним забитим голом.
З 2022 року Квернадзе грає у складі молодіжної збірної Грузії. Станом на листопад 2024 року зіграв за молодіжну збірну в 12 офіційних матчах, забив 2 голи.

## Титули і досягнення
- Володар Кубка Грузії (1):

«Сабуртало»: 2021